# El wasap de JB
El wasap de JB fue un programa de televisión de comedia, imitación, humor negro y parodia de personajes políticos, deportistas y de la farándula, tanto locales como internacionales. De 2017 hasta 2021, fue transmitido por la cadena Latina Televisión.
Para este programa muchos de los artistas que trabajaron junto a JB en El especial del humor, continúan o regresan, pero otros ya no por distintos motivos (ya sea por salud o cambio de canal).

## Elenco

### Principales
- Jorge Benavides «JB» (2017–2021)
- Danny Rosales (2017–2021)
- Walter «Cachito» Ramírez (2017–2021)
- Gabriela Serpa (2017-2021)
- Carolain Cawen «Churro Crudo» (2017–2018, 2020–2021)
- Carlos Vílchez (2018–2021)
- Martín Farfán (2018–2021)
- Fátima Segovia «la Chuecona» (2018–2021)
- Dayanita (2018–2021)[1]
- Joao Adriano Castillo (2018–2021)
- Claudia Serpa (2018–2020)
- Rodolfo Carrión «Felpudini» (2017–2020)
- Lucecita Ceballos (2017, 2018–2019)
- Enrique Espejo «Yuca» (2017–2019)
- Clara Seminara (2017–2018)
- Alfredo Benavides (2017)
- Job Mansilla (2017)
- Lucy Cabrera (2017)
- Edith Santos (2017)

### Invitados especiales
- Michael «Pato» Ovalle
- Andrés Hurtado
- Daysi Ontaneda
- Claudia «Canchita» Centeno
- Mónica Cabrejos
- Haydeé Cáceres
- Hernán Vidaurre
- Guillermo Rossini
- Chino Risas
- Kenji Fujimori
- Carlos Alcántara
- Pablo Villanueva «Melcochita»
- Carlos Álvarez
- Lelo Costa
- Giovanna Castro
- Carolina Cano
- Rodrigo González
- María Antonieta de las Nieves («la Chilindrina»)
- Adal Ramones
- Laura Zapata
- César Évora
- Jacqueline Andere
- Maribel Guardia
- Ana Patricia Rojo
- Lorena Velázquez
- Bárbara Torres («Excelsa»)
- Pablo Ruíz
- Julieta Prandi
- Sérgio Marone
- Guilherme Winter
- Magaly Medina
- Ricardo Morán
- Maricarmen Marín
- Karen Schwarz
- Katia Palma
- Magdyel Ugaz
- Adolfo Aguilar
- Cristian Rivero
- Johanna San Miguel
- Kike Suero
- Kelin Rivera
- Paula Manzanal
- Mayra Goñi
- Susan Ochoa
- Mathías Brivio
- Miguel Barraza
- Tilsa Lozano
- Mariella Zanetti
- Christian Domínguez
- Ricardo Zúñiga «el zorro Zupe»
- Arturo Álvarez
- Pamela Franco
- Cathy Sáenz
- Carlos «Tomate» Barraza
- Beto Ortiz
- Yahaira Plasencia
- Rodrigo Tapari
- Daniela Darcourt
- Josimar
- Amy Gutiérrez
- Gigi Mitre

## Sketches
El wasap de JB fue creando nuevas escenas dentro de su programación. Algunos de ellos fueron sketches coyunturales a causa de hechos nacionales o internacionales, mientras que otros fueron parodias de programas, series y películas en clave de humor.
- Casting de la tía Gloria
- Yo sí soy (parodia de Yo soy)
- El niño Arturito
- La jugada polémica
- Las clases de inglés (Las crases de ingrés)
- Bar: pídelo con rima
- El Negro Mama
- Batman y Robin (parodia)
- Kenji y Erika
- Rambo (parodia)
- Luis Miguel y la Carlota (parodia)
- Gato encerrado (parodia de Caso cerrado)
- El hermanón Ricardo Belmonte (parodia de Ricardo Belmont)
- Alerta Mamerto (parodia de Alerta aeropuerto)
- Jeffry y la Yahaira (parodia de Jefferson Farfán y Yahaira Plasencia)
- El cine 4D
- El ascensor
- Richi Swing
- Aprendo en mi jato (parodia de Aprendo en casa)